# William Adair

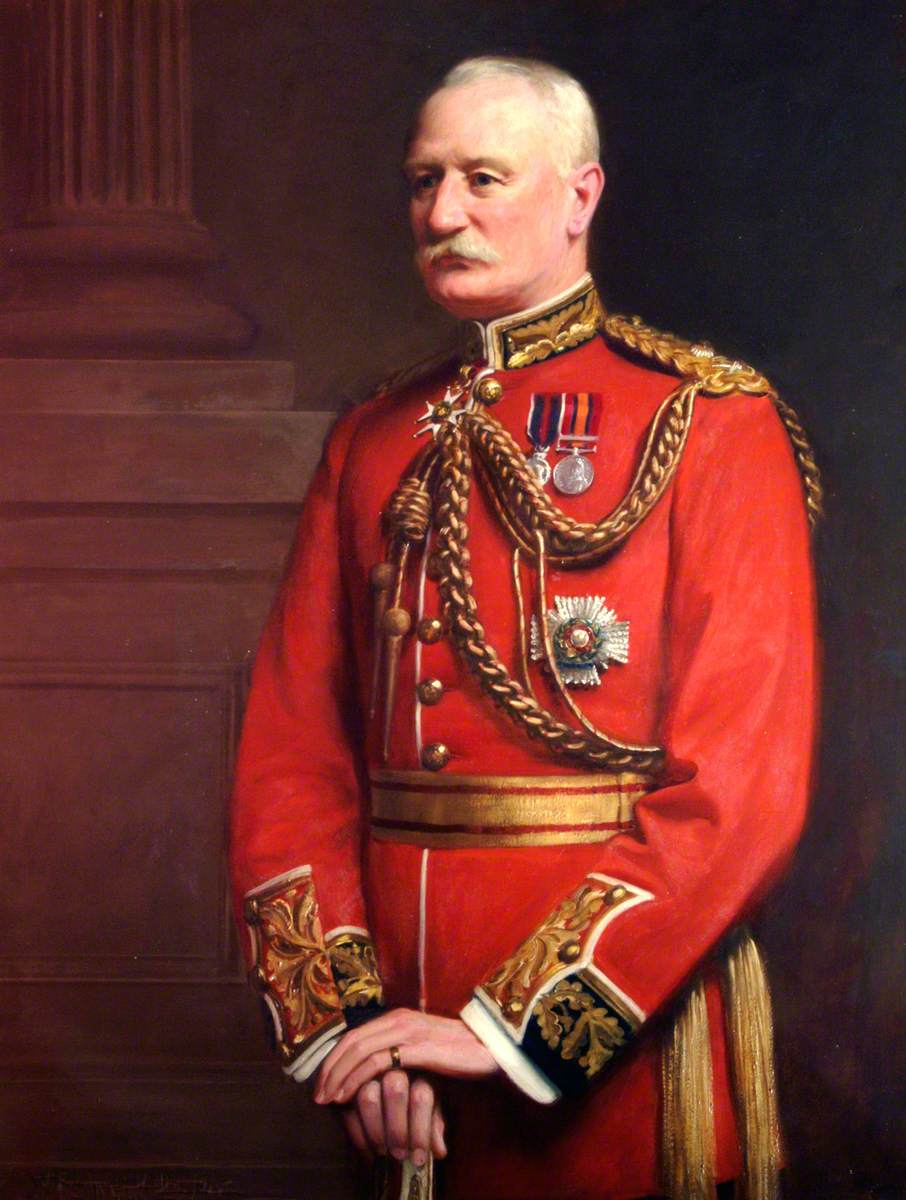
General Sir William Adair

Sir William Thompson Adair KCB KGStJ (* 21. Juni 1850 in Hampshire; † 29. Dezember 1931) war ein britischer Offizier der Royal Marines und Ulster Unionist.

## Leben
Er war der zweite von mindestens vier Söhnen des Sir Charles William Adair (1822–1897), General der Royal Marines, aus dessen Ehe mit Isabella Aslett. Zu seinen Brüdern gehören Charles Henry Adair (1851–1920), Admiral der Royal Navy, sowie des Thomas Benjamin Stratton Adair (1861–1928), MP und Rear-Admiral der Royal Navy.
Er wurde am Cheltenham College ausgebildet und trat dem Beispiel seines Vaters folgend am 6. Dezember 1867 als Lieutenant in die Royal Marine Light Infantry ein, wo er am 1. Juli 1881 zum Captain befördert wurde. 1886 wurde er Ausbilder am Royal Military College, Sandhurst. Am 6. Dezember 1888 wurde er in den Brevet-Rang eines Majors befördert, am 3. Mai 1889 in den substanziellen Rang eines Majors, am 6. Dezember 1895 in den Brevet-Rang eines Lieutenant-Colonel und am 7. Februar 1896 in den substanziellen Rang eines Lieutenant-Colonel. Anfang Februar 1900 schiffte er sich auf der SS Canada von Southampton aus nach Südafrika ein, wo er im Zweiten Burenkrieg diente. Am 7. Februar 1900 erhielt er den Brevet-Rang eines Colonel und wurde am 1. November 1900 zum Assistant Adjutant General ernannt. Nach seiner Rückkehr in das Vereinigte Königreich wurde er am 30. Januar 1902 zum Zweiten Kommandanten und am 30. Januar 1905 zum Kommandanten der Royal Marine Light Infantry ernannt. 1906 wurde er zum Major-General befördert. Am 21. Juni 1907 erhielt er das Amt des Deputy Adjutant-General der Royal Marines, das er bis 1911 innehatte. Am 25. Juni 1909 wurde er als Knight Commander des Order of the Bath geadelt sowie am 14. Dezember 1910 zum Lieutenant-General und am 22. Februar 1912 zum General befördert. Am 21. Juni 1915 schied er schließlich aus Altersgründen aus dem Militärdienst aus.
Adair spielte eine wichtige Rolle in der Ulster Unionist Party, die sich in Nordirland den irischen Eigenständigkeitsbestrebungen (Home Rule) entgegenstellte. Er wurde Kommandeur der paramilitärischen Ulster Volunteer Force von Antrim und beteiligte am Schmuggel von Gewehren und Munition aus Deutschland und deren heimlicher Anlandung und Verteilung in Larne (Larne Gun-Running) im April 1914.
Am 2. Dezember 1919 wurde er als Knight of Grace des Order of St. John ausgezeichnet.